# Molophilus (Molophilus) invidus
Molophilus (Molophilus) invidus is een tweevleugelige uit de familie steltmuggen (Limoniidae). De soort komt voor in het Afrotropisch gebied.